# Neoguillauminia cleopatra

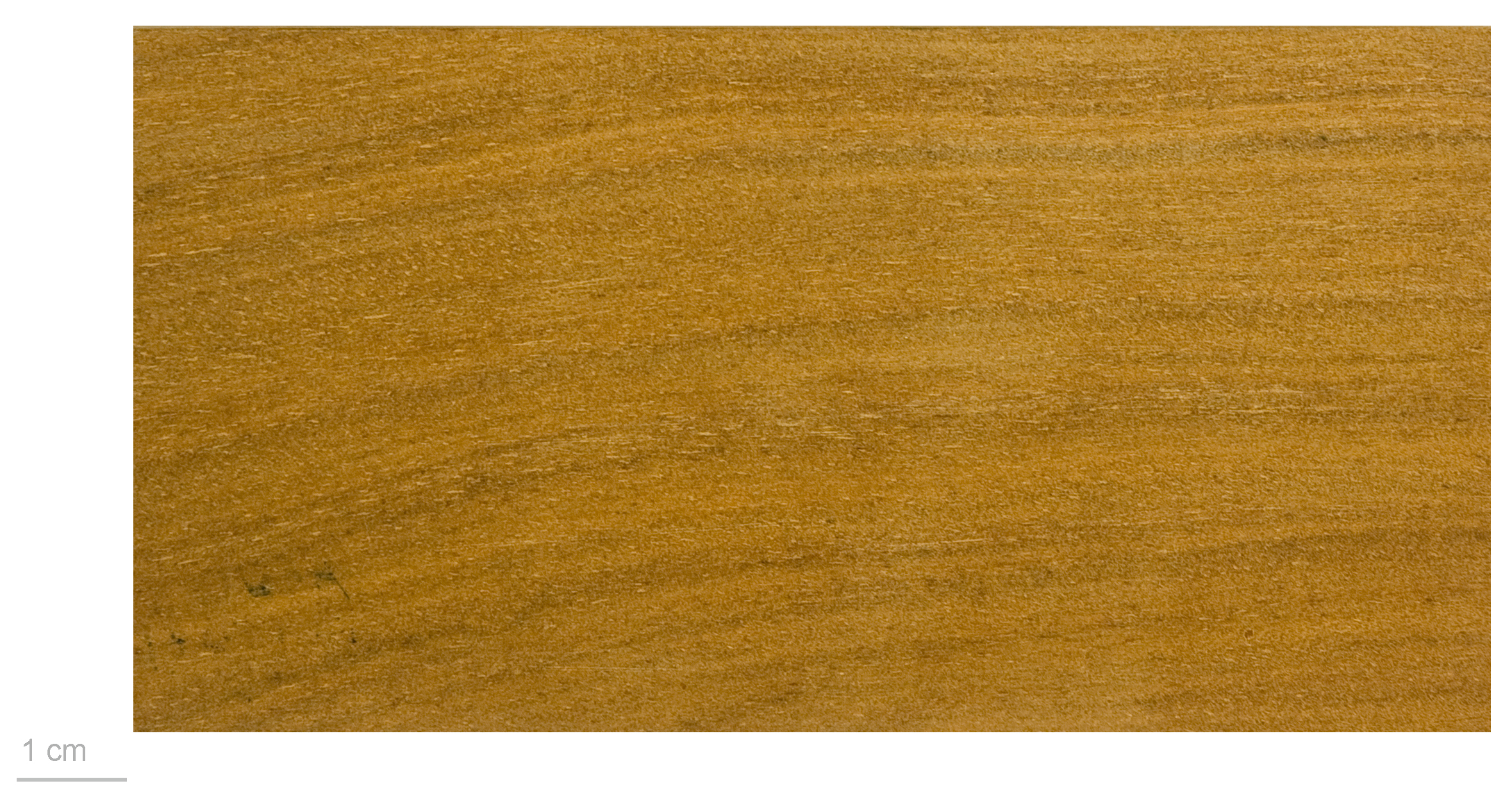
Neoguillauminia cleopatra

Neoguillauminia es un género monotípico perteneciente a la familia de las euforbiáceas. Su única especie: Neoguillauminia cleopatra es endémica de Nueva Caledonia.

## Taxonomía
Neoguillauminia cleopatra fue descrita por (Baill.) Croizat y publicado en Philippine Journal of Science 64: 398. 1938.
Sinonimia
- Euphorbia cleopatra Baill.[3]